# فيلي بانكس (لاعب كرة قدم أمريكية)
فيلي بانكس (بالإنجليزية: Willie Banks)‏ هو لاعب كرة قدم أمريكية أمريكي، ولد في 17 مارس 1946 في غرينفيل في الولايات المتحدة، وتوفي في 1 يونيو 1989.

## وصلات خارجية
- فيلي بانكس على موقع مرجع كرة القدم المحترفة.كوم (الإنجليزية)